# Cubo algebrico
Il cubo algebrico  (o cubalgebrico) è uno strumento utilizzato dai non vedenti per la scrittura ed il calcolo di espressioni algebriche. Si tratta di una variante del cubaritmo  che, oltre ai numeri, consente di scrivere anche le lettere dell'alfabeto, potendosi con esso rappresentare tutti i 64 segni del codice braille. 
Il termine 'cubo' a rigore sarebbe improprio, ma esso viene mutuato dal cubaritmo con cui ha in comune l'operatività

## Struttura
Si tratta di un casellario rettangolare, realizzato in materiale plastico duro, recante un reticolo di loculi, nei quali vengono inseriti i "cubi algebrici", (anch'essi detti comunemente "cubetti") giustapponendoli per comporre espressioni algebriche. Ogni cubetto è in realtà un piccolo prisma a base quadrata, ottenuto sovrapponendo tre miniprismi a base quadrata (di fatto dei quadrati) alti quanto basta per contenere sulle loro facce laterali la base di un puntino Braille, e far sì che al di sopra ed al di sotto di questo, su tale faccia, resti uno spazio di metà base di un puntino Braille. In altri termini, ciascuno dei tre miniprismi a base quadrata che compongono, sovrapponendosi, il cubo algebrico ha un'altezza pari al doppio del diametro di base del puntino Braille, in modo tale che posizionando quest'ultimo in maniera che il segmento congiungente i punti medi di due spigoli laterali consecutivi del miniprisma passi per il centro della base del puntino stesso, rimanga  dello spazio 'libero' al di sopra ed al di sotto di questo.

## Funzionamento
I tre miniprismi sono tenuti insieme da un perno che li attraversa internamente in senso longitudinale e consente loro di ruotare, ciascuno in modo indipendente, attorno ad esso, con una piccola molla interna che li tiene aderenti gli uni agli altri. Su ciascuna delle facce laterali di ogni miniprisma, sono riportati punti Braille con la seguente disposizione (guardando la faccia laterale del miniprisma e facendolo poi ruotare ogni volta di un quarto di giro in senso orario):
| Prima faccia   | nessun puntino         |
| Seconda faccia | un puntino a sinistra  |
| Terza faccia   | due puntini affiancati |
| Quarta faccia  | un puntino a destra    |

Ruotando opportunamente ed indipendentemente l'uno dall'altro ciascuno dei tre miniprismi sovrapposti, si ottengono, sulle facce laterali del prisma costituente il cubetto algebrico, le differenti combinazioni del codice Braille.
Si comprende che, con questo strumento, essendo rappresentabile qualunque simbolo, si possono scrivere espressioni algebriche complete di lettere, parentesi, segni di operazione ed altri simboli necessari per la scrittura in Braille della matematica.

## Applicazioni
Si tratta di un ausilio che pur dotato di buone possibilità di impiego, rallenta notevolmente l'operatività e la rende insicura, soggetto com'è al rischio di modificazioni accidentali di quanto scritto, con catastrofiche conseguenze sul calcolo.
La sua principale utilità sta nell'impiego che se ne può fare nella fase di apprendimento, da parte dello studente, delle tecniche operative e delle "procedure spaziali" legate alla scrittura ed alla risoluzione  di espressioni algebriche. In una fase più evoluta, si preferisce scrivere le espressioni algebriche direttamente su carta utilizzando la dattilobraille oppure servirsi del computer corredato da 'barra Braille' e sintesi vocale (ad esempio progetto LAMBDA).
Il cubo algebrico si presta anche ad impieghi diversi, "impropri" rispetto a quello per cui è nato, può ad esempio essere utilmente impiegato anche per rappresentare sul casellario la disposizione spaziale di semplici formule di struttura della chimica.